# Fernando Rapallini
Fernando Andrés Rapallini (La Plata, 28 de abril de 1978) é um árbitro de futebol argentino que atua na Primera División Argentina. Ele é árbitro da FIFA

## Carreira de arbitragem
Em 2011, Rapallini começou a arbitrar a Primera División Argentina. Sua primeira partida como árbitro foi em 19 de junho de 2011 entre Godoy Cruz e All Boys. Em 2014, ele foi incluído na lista de árbitros da FIFA. Ele oficiou sua primeira partida internacional sênior em 5 de junho de 2015 entre Chile e El Salvador.[carece de fontes?]
Rapallini oficiou várias finais na Argentina, incluindo a Supercopa Argentina 2013, Final da Copa Argentina de 2017,[carece de fontes?] Supercopa Argentina 2018 e Trofeo de Campeones de la Superliga Argentina 2019. Ele foi escolhido pela CONMEBOL como o quarto árbitro para a segunda mão da Recopa Sudamericana 2015 entre os clubes argentinos San Lorenzo e River Plate, e dirigiu a segunda mão da Recopa Sudamericana 2020 entre o clube brasileiro Flamengo e o clube equatoriano Independiente del Valle. Ele também trabalhou como um dos árbitros assistentes de vídeo assistente para a final da Copa Libertadores 2020 entre os clubes brasileiros Palmeiras e Santos, foi selecionado como oficial da partida para o Campeonato Sul-Americano Sub-17 de 2015 no Paraguai, bem como para o Campeonato Sul-Americano Sub-17 de 2017 e o Campeonato Sul-Americano Sub-20 de 2019, ambos no Chile. Em março de 2019, ele foi escolhido como árbitro para a Copa do Mundo Sub-20 da FIFA 2019 na Polônia e para a Copa América de 2019 no Brasil.
Como parte de um programa de intercâmbio de árbitros entre a CONMEBOL e a UEFA, Rapallini foi selecionado em 21 de abril de 2021 como árbitro para o UEFA Euro 2020, a ser realizado em toda a Europa em junho e julho de 2021. Foi a primeira vez que um árbitro sul-americano foi escolhido para apitar o Campeonato da Europa. Na fase de grupos, foi árbitro do jogo Ucrânia-Norte da Macedônia, dia 17 de julho de 2021, na Arena Nacional de Bucareste.